# Prince Albert (Afrique du Sud)
Pour les articles homonymes, voir Prince Albert.
Prince Albert (Prins Albert en Afrikaans) est une ville d'Afrique du Sud, qui se trouve à l'extrémité sud du Grand Karoo, au pied des montagnes du Swartberg. Elle est le siège de la municipalité locale homonyme.
Oudtshoorn, la capitale du petit Karoo, peut être atteinte en traversant ces montagnes via le col du Swartberg ou le Meiringspoort (via la N12). 

## Quartiers et démographie

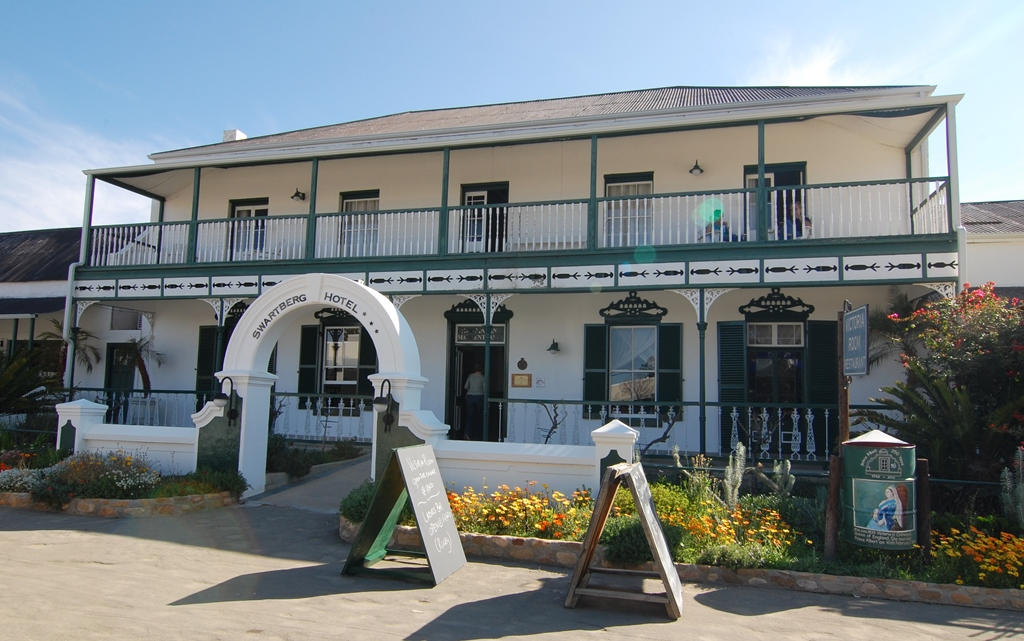
Prince Albert Swartberg Hotel

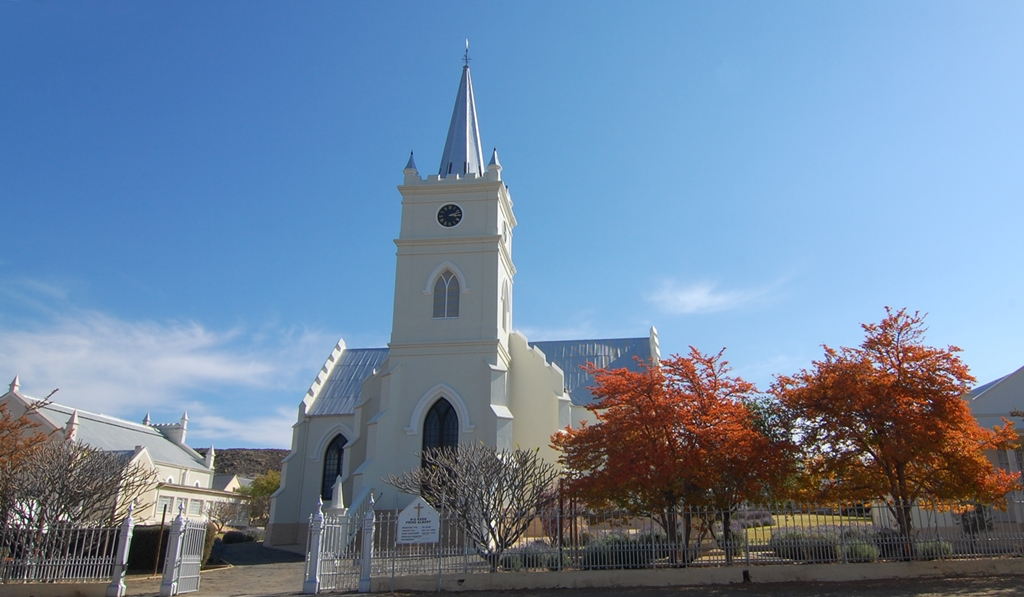
L'église réformée néerlandaise de Prins Albert

Selon le recensement de 2011, Prince Albert compte 7 054 habitants. Héritage de l'apartheid, les deux quartiers de Prince Albert sont encore marqués par une forte séparation raciale. Ainsi, le centre-ville historique (et la zone rurale environnante) compte 1 011 habitants très majoritairement blancs (78,34% des résidents) alors que le  township excentré de North End, plus dense, compte 6 043 habitants, essentiellement coloureds (97,19%).

## Histoire
Prince Albert fut fondée en 1762 sur le site de la ferme de la De Queek Vallei, en premier tenue par Zacharias. Connue au début sous le nom d'Albertsburg, la localité obtint le statut de ville en 1845, elle fut renommée d'après le nom du prince consort de la Reine Victoria, Albert de Saxe-Cobourg-Gotha.

### Climat
Prince Albert subit de très hautes températures en été et un temps clément en hiver.